# Пестово (Павлово-Посадский городской округ)
Пестово — деревня в Московской области России. Входит в Павлово-Посадский городской округ. Население — 28 чел. (2010).

## Расположение
Деревня Пестово расположена примерно в 15 км к юго-востоку от города Павловский Посад. Ближайшие населённые пункты — деревни Новозагарье и Перхурово.

## История
Деревня Пестово ранее входила в состав волости Загарье. К 1794 году в деревне насчитывался 21 дом которых проживало 71 человек (33 мужчины и 38 женщин). В 1869 году в деревне было уже 24 дома и 146 жителей. В конце XIX века помимо крестьянской работы жители деревни занимались медным и шорным делом.
Согласно Всесоюзной переписи населения 1926 года, в Пестово проживало 265 человек (136 мужчин и 129 женщин). В 1929—1930 годах, когда в районе стали зарождаться колхозы, в деревне появился колхоз «Ленинский путь». После войны колхозы стали укрупняться и «Ленинский путь» вошёл в состав объединённого колхоза «имени Кагановича». Позднее деревня Пестово вошла в состав нового совхоза «Павлово-Посадский», который после перестройки был переименован в АОЗТ «Павлово-Посадское».
День деревни отмечается ежегодно, 18 июля, в день обретения мощей преподобного Сергия Радонежского.Святой Сергий с давних пор почитается местными жителями, как покровитель деревень Пестово и Перхурово.
Близ деревни Пестово находится родник с чистой ключевой водой.Многие жители окрестных деревень и дачники приезжают сюда,чтобы набрать воды.
С 2004 до 2017 гг. деревня входила в Аверкиевское сельское поселение Павлово-Посадского муниципального района.

## Население
| 1926 | 2002 | 2006 | 2010 |
| ---- | ---- | ---- | ---- |
| 265  | ↘43  | ↘36  | ↘28  |